# Ponte Pequena
Ponte Pequena é um bairro localizado no distrito do Bom Retiro, na região central da cidade de São Paulo, administrado pela Subprefeitura da Sé. Passa pelo bairro o Rio Tamanduateí. É um bairro importante para São Paulo não apenas por sua localização estratégica, mas também por sua contribuição histórica e cultural. O bairro serviu como um ponto de entrada para muitos imigrantes, especialmente da comunidade armênia, que se estabeleceram na área e contribuíram significativamente para o desenvolvimento local, tanto cultural quanto economicamente.

## História e origem do nome
A ocupação da área começou no final do século XIX, durante um período de intensa urbanização da cidade. Originalmente composta por chácaras e pequenos sítios, a região rapidamente se transformou em um centro urbano devido à proximidade com o centro da cidade e à construção de infraestrutura de transporte.
O nome "Ponte Pequena" tem origem na pequena ponte que cruzava o Rio Tamanduateí, facilitando o acesso entre as áreas centrais de São Paulo e as regiões mais ao norte. Esta ponte era um marco importante no desenvolvimento da infraestrutura da cidade, simbolizando a expansão urbana daquela época. A Ponte Grande, que cruzava o Rio Tamanduateí, era um local privilegiado para a população, onde se podia acompanhar as disputas de regatas. No entanto, com a retificação do leito do Rio Tietê, a Ponte Grande foi demolida e substituída pela Ponte das Bandeiras, inaugurada em 1942, durante a gestão do prefeito Prestes Maia.
O bairro também abrigava a Estação Elevatória de Esgotos da Ponte Pequena, construída no fim do século XIX, que funcionou durante décadas para garantir o tratamento de esgoto e o abastecimento de água a bairros tradicionais de São Paulo, como Pari, Brás e Mooca.
Com a chegada de imigrantes, especialmente de origem europeia e, posteriormente, armênia, o bairro começou a se diversificar. A comunidade armênia, em particular, deixou uma marca significativa na região, estabelecendo igrejas (Igreja Católica Apostólica Armênia São Jorge, Catedral Armênia São Gregório Iluminador, Igreja Central Evangélica Armênia de São Paulo), escolas e centros culturais que preservam e promovem a cultura armênia. A influência dessa comunidade é visível em eventos culturais e gastronômicos que atraem visitantes de toda a cidade.
Aracy Balabanian, uma renomada atriz brasileira de origem armênia, estrelou em várias novelas da Rede Globo, mas é especialmente conhecida por seu papel na novela "Rainha da Sucata". Embora a novela não seja ambientada especificamente em Ponte Pequena, a presença de Aracy Balabanian no cenário artístico brasileiro é um lembrete da influência armênia na cultura do país, incluindo em áreas como Ponte Pequena.
Em 26 de setembro de 1975, a Estação Ponte Pequena da Linha Azul do Metrô foi inaugurada, que na época conectava Santana ao Jabaquara. Dez anos depois passou a ser conhecida como Estação Armênia. A mudança do nome da estação, simboliza a importância da comunidade armênia na região e é frequentemente mencionada em matérias que celebram a diversidade cultural de São Paulo.

## Atualidade
O mercado imobiliário em Ponte Pequena é caracterizado por uma mistura de edifícios residenciais e comerciais. Embora o bairro tenha enfrentado desafios, como a necessidade de revitalização de algumas áreas, ele continua a atrair interesse devido à sua proximidade com o centro e a outras regiões chave de São Paulo. Os preços dos imóveis variam, mas há um potencial crescente para investimentos, especialmente com planos de melhorias urbanas.
O bairro de Ponte Pequena tem aparecido na mídia em discussões sobre revitalização urbana e infraestrutura de transporte. Reportagens frequentemente destacam os esforços para melhorar a qualidade de vida na área, incluindo projetos de habitação e renovação de espaços públicos. Encontra-se no bairro uma estação de metrô, a Estação Armênia (antigamente chamada "Ponte Pequena"). Apesar de ter comércio e cortiços, é considerado um bairro de passagem, por ser bem próximo à zona norte e ao centro. Dentre as principais vias da região estão: Avenida do Estado, Rua Pedro Vicente e Rua Eduardo Chaves. É vizinho dos bairros Bom Retiro e Canindé.